# Trần Xuân Giá
Trần Xuân Giá (sinh 1939 tại xã Lũy Lộc, nay là xã Vinh Hưng, huyện Phú Lộc, tỉnh Thừa Thiên Huế) từng là đại biểu Quốc hội Việt Nam khóa X, thuộc đoàn đại biểu Thừa Thiên Huế. Ông có học hàm Phó giáo sư, từng làm phó chủ nhiệm Ủy ban Kế hoạch Nhà nước, Bộ trưởng Bộ Kế hoạch và Đầu tư, ủy viên Ban Chấp hành Trung ương Đảng Cộng sản Việt Nam khoá VIII và từng là giảng viên Trường Đại học Kinh tế Quốc dân.

## Tiểu sử
Ông tốt nghiệp Cử nhân kinh tế năm 1966 ở Đại học Kinh tế Quốc dân Plekhanov (Moskva) và lấy bằng Tiến sĩ kinh tế năm 1975 cũng tại Đại học kinh tế quốc dân Plekhanov.
Ông tham gia giảng dạy ở trường Đại học Kinh tế Quốc dân Hà Nội từ năm 1966, đến năm 1977 thì giữ chức chủ nhiệm khoa Vật giá của trường đại học này.
Năm 1981, ông tham gia công tác Chính phủ, giữ chức Phó Chủ nhiệm (tương đương Thứ trưởng) Ủy ban Vật giá Nhà nước, và Chủ nhiệm Văn phòng Hội đồng Bộ trưởng năm 1989.
Năm 1993 ông làm Phó Chủ nhiệm Ủy ban Kế hoạch Nhà nước, sau đó là Thứ trưởng Bộ Kế hoạch và Đầu tư Việt Nam khi hợp nhất Ủy ban Kế hoạch Nhà nước và Ủy ban Nhà nước về hợp tác đầu tư. Ông giữ chức Bộ trưởng Bộ Kế hoạch và Đầu tư Việt Nam từ năm 1996 đến năm 2001 và cũng là đại biểu Quốc hội khóa X (1997 -2002).
Sau khi thôi giữ chức Bộ trưởng ông chuyển sang làm Trưởng ban Ban Nghiên cứu Thủ tướng Chính phủ Phan Văn Khải về đổi mới chính sách kinh tế, xã hội và hành chính.
Sau khi về hưu ông làm Cố vấn HĐQT Ngân hàng Á Châu (11/2006- 5/2008) và Chủ tịch HĐQT Ngân hàng Á Châu (2008 - 9/2012).

## Từ Bộ trưởng đến Chủ tịch ACB
Với vai trò là Bộ trưởng Bộ Kế hoạch và Đầu tư, ông được đánh giá là một trong những nhân vật có nhiều đóng góp to lớn trong công cuộc đổi mới và hội nhập kinh tế quốc tế của Việt Nam. ông được biết tới là người đã tham gia xây dựng và triển khai Luật Doanh nghiệp, một Bộ luật được cho là đã đưa doanh nghiệp Việt Nam từng bước thâm nhập thị trường quốc tế.
Ông Trần Xuân Giá, từng làm cố vấn HĐQT Ngân hàng ACB trước khi được bổ nhiệm làm Chủ tịch. Ông bắt đầu gia nhập ACB từ tháng 11/2006, ngay sau khi nhận quyết định nghỉ hưu từ Bộ Kế hoạch-Đầu tư một tháng trước đó và từng giữ chức chủ tịch Hội đồng quản trị ngân hàng ACB. Ngày ngày 19 tháng 9 năm 2012, ông Trần Xuân Giá đã từ nhiệm chức vụ Chủ tịch ACB vì lý do sức khỏe, và vì liên quan tới vụ việc của nguyên tổng giám đốc Lý Xuân Hải. Trong thông tin của ngân hàng ABC, ông Giá nằm trong số các thành viên có liên quan đến việc phê chuẩn cho ông Lý Xuân Hải ủy thác 19 nhân viên ngân hàng nhận 718 tỷ đồng của ACB để gửi vào Ngân hàng Công Thương Việt Nam.

### Vụ án Huỳnh Thị Huyền Như
Cơ quan cảnh sát điều tra Bộ Công an xác định từ tháng 5.2010 đến tháng 11.2011, Nguyễn Đức Kiên (bầu Kiên, nguyên phó chủ tịch hội đồng sáng lập ACB) đã chỉ đạo thường trực HĐQT của ACB ra chủ trương để ACB ủy thác cho nhân viên gửi tiền vào các tổ chức tín dụng sai quy định.
Cụ thể, từ cuối tháng 6 đến cuối tháng 9.2011, ACB đã ủy thác cho 19 nhân viên gửi tổng cộng gần 719 tỷ đồng vào Vietinbank chi nhánh Nhà Bè và Vietinbank chi nhánh Thành phố Hồ Chí Minh lãi suất trong hợp đồng 14%/năm, lãi suất chênh lệch ngoài hợp đồng từ 3,7-13%/năm. Cơ quan điều tra xác định hành vi này đã vi phạm điều 106 Luật các tổ chức tín dụng và thông tư 02 của Ngân hàng Nhà nước quy định về trần lãi suất. Toàn bộ số tiền gửi này đã bị Huỳnh Thị Huyền Như chiếm đoạt.

### Khởi tố hình sự liên quan đến ACB
Ngày 27 tháng 9 năm 2012, ông Trần Xuân Giá bị khởi tố về tội Cố ý làm trái quy định của nhà nước gây hậu quả nghiêm trọng. Trước đó, ngày 22 tháng 9, một tờ báo đăng tin ông bị khởi tố đã phải cải chính do tin chưa chính xác.

Theo Cáo trạng số 10/VKSTC - V1 ngày ngày 10 tháng 2 năm 2014 của Viện Kiểm sát tối cao, ông Trần Xuân Giá bị quy hai tội là đề ra chủ trương ủy thác cho nhân viên gửi tiền vào các tổ chức tín dụng và chủ trương mua cổ phiếu trên thị trường chứng khoán trái quy định của pháp luật, gây thiệt hại cho Ngân hàng ACB 1.406 tỷ đồng.
Ngày 20-5-2014, tại phiên tòa sơ thẩm, thẩm phán Nguyễn Hữu Chính, chủ tọa phiên tòa đã công bố quyết định của Hội đồng xét xử về việc tạm đình chỉ vụ án đối với bị can Trần Xuân Giá vì lý do sức khỏe. Việc tạm đình chỉ này vẫn kéo dài đến hiện nay.

## Câu nói
- "Ngồi ghế nào thì hành xử theo ghế đó"[16]
- Ngày 21.09.2012, 6 ngày trước khi bị khởi tố, ông Giá còn tuyên bố là có bảo vật để bảo vệ mình: "Bảo bối của tôi hiện nay là cái mà pháp luật không có quy định, không cấm thì doanh nghiệp và người dân được làm. Tôi là "cha đẻ" của Luật Doanh nghiệp nên tôi có thể nói đấy là quy định tiến bộ nhất, là "đứa con" sung sướng nhất cả cuộc đời làm việc, tuy nó chưa hoàn chỉnh, còn phải hoàn thiện[17]."